# Premios Dial

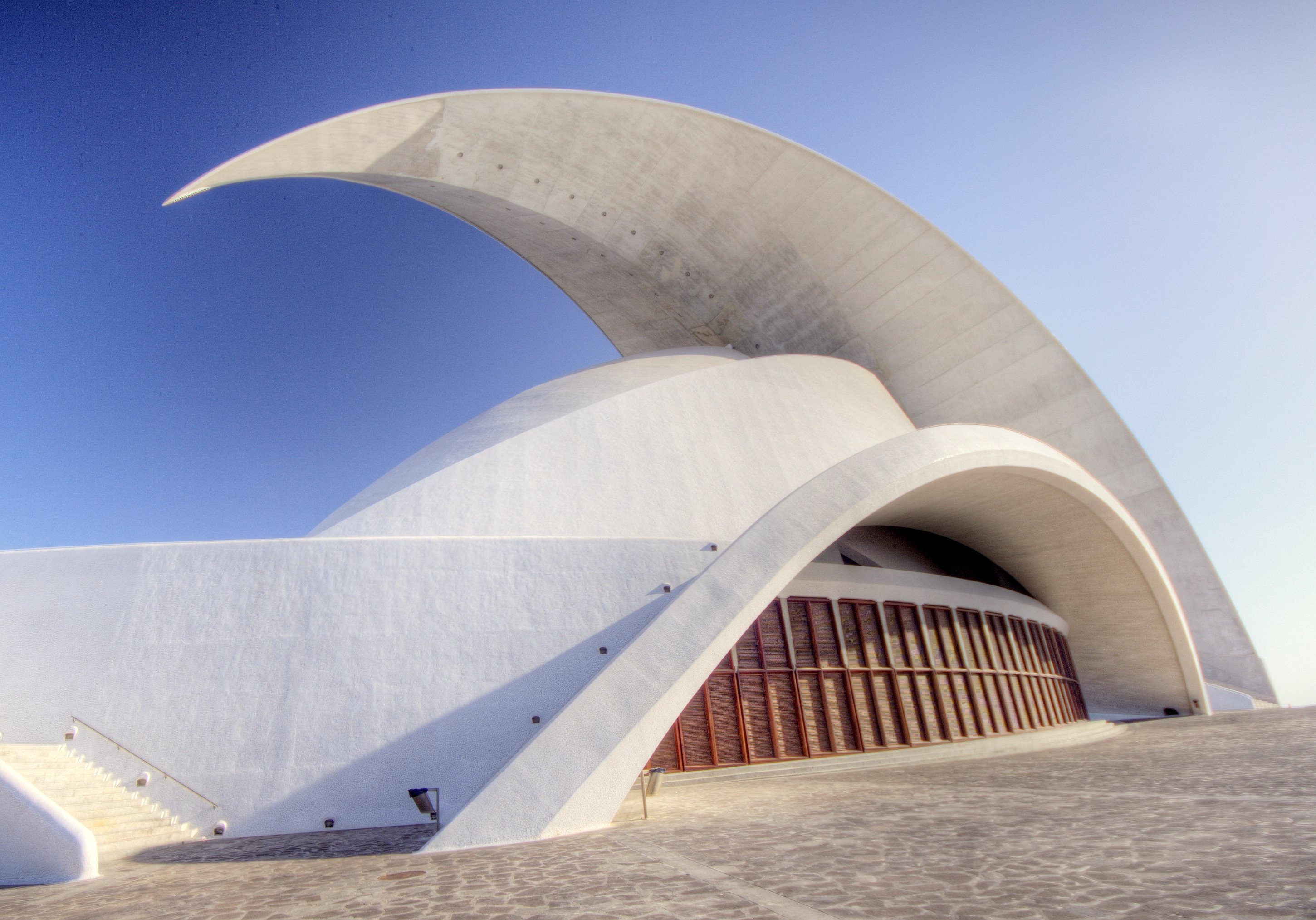
Edificio del moderno Auditorio de Tenerife, lugar donde se entregaron los Premios entre los años 2007 y 2013.

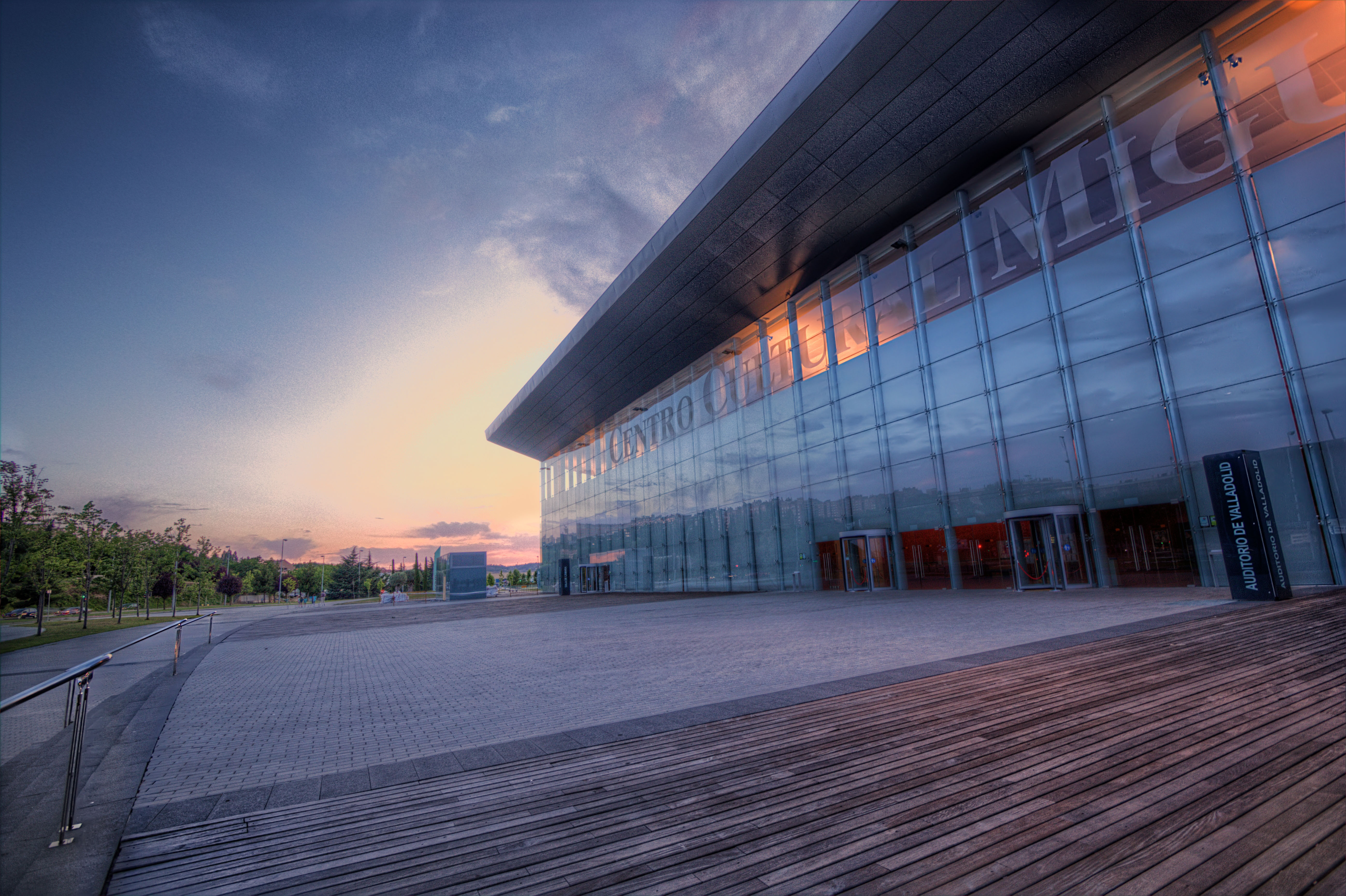
Edificio del Centro cultural Miguel Delibes, sede de la gala del año 2014.

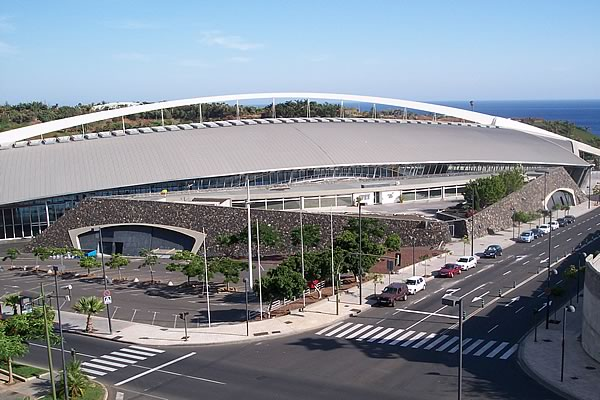
Centro Internacional de Ferias y Congresos de Tenerife, sede de la gala desde el año 2015.

Los Premios Dial son galardones que concede la emisora de radio española Cadena Dial desde el año 1996 hasta la actualidad a los artistas y grupos en lengua española que más éxito han tenido a lo largo de cada año.
La gala de entrega de los galardones se venía celebrando desde sus inicios en 1996 en varias salas de conciertos de Madrid. Entre los años 2007 y 2013 se celebró en el Auditorio de Tenerife en Santa Cruz de Tenerife mientras que en el año 2014 se celebró en el Centro cultural Miguel Delibes en Valladolid. En el año 2015, en conmemoración de los 25 años de Cadena Dial, la gala regresó de nuevo a Tenerife, aunque en esta ocasión fueron celebrados en una ubicación diferente, en el Centro Internacional de Ferias y Congresos de Tenerife en Santa Cruz de Tenerife. Desde entonces y hasta la actualidad, los premios se han ido celebrado ininterrumpidamente en este emplazamiento de la capital tinerfeña.
Se trata de un evento de gran repercusión internacional que llega al otro lado del Océano Atlántico a través de la red de emisoras de Unión Radio Bésame Radio, Colombia, México, Chile y Costa Rica, en la cadena convencional Continental Radio en Argentina y en las emisoras de 40 Principales de Panamá, Argentina, Guatemala y Ecuador.
Además, cada año la gala es retransmitida por televisión en la Televisión Canaria y Divinity, televisión que es la encargada de dar difusión a este acto en cobertura nacional e internacional.
En radio la emiten diferentes emisoras pertenecientes a Prisa Radio para Estados Unidos, Hispanoamérica, España, Andorra, Gibraltar y Portugal peninsular.

## Historia y artistas premiados
- 1ª Edición 1996 (entregados el 2 de diciembre de 1996 en el Hotel SantoMauro).

Alejandro Sanz, Amistades Peligrosas, Ana Belén, Camela, Carlos Cano, José Manuel Soto, Julio Iglesias, Ketama, Lolita, Los del Río, María Dolores Pradera, Luis Miguel, Rosario Flores y Sergio Dalma.
- 2ª Edición 1997 (entregados el 20 de enero de 1998 en el Palacio de Cristal de Arganzuela).

Alejandro Sanz, Ana Torroja, Camilo Sesto, Ella Baila Sola, Inma Serrano, Ismael Serrano, José María Cano, Los Sabandeños, Mónica Naranjo, Presuntos Implicados, Remedios Amaya, Rocío Dúrcal, Rosana, Siempre así y Luis Miguel.
- 3ª Edición 1998 (entregados el 21 de enero de 1999 en la Sala Samarcanda).

Azúcar Moreno, Carlos Cano, Duncan Dhu, Ella Baila Sola, José Mercé, Malú, Manolo García, Marcela Morelo, Marta Sánchez, Navajita Plateá, Sergio Dalma, Siempre así y Luis Miguel.
- 4ª Edición 2000 (entregados el 20 de enero de 2000 en la Sala Aqualung).

Arturo Pareja-Obregón de los Reyes, El Barrio, Ketama, La Unión, María Dolores Pradera, Maíta Vende Ca, Manny Manuel, Luis Miguel, Miliki, Tam Tam Go! y Tamara.
- 5ª Edición 2001 (entregados el 15 de febrero de 2001 en la Sala La Riviera).

Abigail, Ana Gabriel, Antonio Orozco, Carlos Baute, Chayanne, Estopa, Hevia, José María Cano, José el Francés, La Oreja de Van Gogh, Noelia, Luis Miguel y Son by Four.
- 6ª Edición 2002 (entregados el 20 de febrero de 2002 en la Sala La Riviera).

Antonio Flores, El Arrebato, Javi Cantero, José Luis Perales, Lolita, Los Caños, Miguel Ríos, Mónica Molina, Mónica Naranjo, Nacho Cano, Luis Miguel, Presuntos Implicados, Rosana, Rosario Flores y Víctor Manuel.
- 7º Edición 2003 (entregados el 26 de febrero de 2003 en la Sala La Riviera).

Álex Ubago, Amaral, Chenoa, David Bisbal, David Bustamante, Luz Casal, Manu Tenorio, María Jiménez, Marta Sánchez, Miami Sound Machine, Niña Pastori y Luis Miguel.
- 8º edición 2004 (entregados el 26 de febrero de 2004 en la Sala La Riviera).

Andy y Lucas, Antonio Orozco, Chambao, David DeMaría, David Civera, Luis Miguel, Fran Perea, Hugo Salazar, Las Niñas, Pasión Vega, Queco, Rosa López y Tamara.
- 9º edición 2005 (entregados el 24 de febrero de 2005 en la Sala La Riviera).

Alejandro Fernández, El Barrio, Estopa, Malú, Manolo García, Manuel Carrasco, Melendi, Merche, Pastora Soler, Pedro Javier Hermosilla, Radio Macandé y Luis Miguel.
- 10º edición 2006 (entregados el 22 de febrero de 2006 en la Sala La Riviera).

Amaral, Antonio Orozco, Carlos Barroso, Carlos Baute, Chenoa, Luis Miguel, El Arrebato, Estopa, Leiva, Malú, Merche, Pastora Soler, Rosana y Sergio Dalma.
- 11º edición 2007 (entregados el 28 de febrero de 2007 en el Auditorio de Tenerife).

Alejandro Sanz, Álex Ubago, Antonio Carmona, Carlos Baute, Chayanne, David Bisbal, David DeMaría, Diego Martín, Laura Pausini, Luis Miguel, Malú, Manuel Carrasco, Miguel Bosé, Nauzet, Paulina Rubio y Yahir. 
- 12º edición 2008 (entregados el 26 de febrero de 2008 en el Auditorio de Tenerife).

Alejandro Fernández, Andy y Lucas, Chambao, Conchita, David Bustamante, Gloria Estefan, Juan Luis Guerra, Juanes, Luis Miguel, La Quinta Estación, Luz Casal, Malú, María Villalón, Merche, Pastora Soler y Tamara.
- 13º edición 2009 (entregados el 11 de marzo de 2009 en el Auditorio de Tenerife).

Amaia Montero, Amaral, Beatriz Luengo, Camila, Estopa, La Oreja de Van Gogh, Luis Fonsi, Manolo García, Melendi, Melocos, Pitingo, Rosario Flores y Sergio Dalma.
- 14º edición 2010 (entregados el 11 de febrero de 2010 en el Auditorio de Tenerife).

Alejandro Sanz, Antonio Orozco, Chenoa, David Bisbal, David DeMaría, Efecto Mariposa, Eros Ramazzotti, Ha*Ash, Malú, Manuel Carrasco, Ricardo Arjona, Rosana, Tamara, Tiziano Ferro y Luis Miguel.
- 15º edición 2011 (entregados el 22 de febrero de 2011 en el Auditorio de Tenerife).

David Bisbal, El Barrio, Estopa, Juan Luis Guerra, Malú, Manolo García, Merche, Miguel Bosé, Miguel Ríos, Rosana, Rosario Flores y Sergio Dalma.
- 16º edición 2012 (entregados el 22 de febrero de 2012 en el Auditorio de Tenerife).

Hugo Salazar, India Martínez, Pitingo, Andy y Lucas, Estopa, Pablo Alborán, Pastora Soler, David Bustamante, Malú, Antonio Orozco, Sergio Dalma, Amaia Montero, Luis Fonsi y Laura Pausini. 
Invitados especiales: Isidro Montalvo, Mary Carmen Ramírez, Alberto Marín, Adrián Lastra, Pedro García Aguado, Leo Harlem, Carolina Ferre, Marcial Álvarez, Angy Fernández, Alejandro Albarracín, Macarena Gómez, Daniel Olgín, Adrián Expósito, Rubén Sanz, Javier Hernández, Lujan Argüelles y Tania Llasera.
- 17º edición 2013 (entregados el 13 de marzo de 2013 en el Auditorio de Tenerife).

Álex Ubago, El Arrebato, Franco de Vita, Jesse & Joy, La Oreja de Van Gogh, Malú, Manuel Carrasco, Melendi, Merche, Miguel Bosé, Pablo Alborán, Salvador Beltrán, Sergio Dalma y Thalía.
- 18.º edición de 2014 (entregados el 7 de marzo de 2014 en el Centro Cultural Miguel Delibes de Valladolid)

Antonio Orozco, Cali & el Dandee, Carlos Rivera, Carlos Vives, Cristian Castro, David DeMaría, Franco de Vita, India Martínez, Luz Casal, Malú, Manuel Carrasco, Pablo López, Rosario Flores, Rozalén, Sergio Dalma y Tamara.
- 19º edición 2015 (entregados el 5 de marzo de 2015 en el Centro Internacional de Ferias y Congresos de Tenerife en Santa Cruz de Tenerife).

Especial conmemoración de los 25 años de Cadena Dial.
Axel, Salvador Beltrán, Merche, Revólver, Manolo García, Manuel Carrasco, Camila, David DeMaría, Roko, Antonio Orozco, El Barrio, Marta Sánchez, Dvicio, David Bustamante, Dani Martín, Hombres G, Ha*Ash, Melendi, David Bisbal, Tiziano Ferro, Miguel Bosé, Malú, Amaia Montero, Sergio Dalma, Alejandro Sanz y Carlos Vives.
Invitados especiales: Santi Rodríguez, Isidro Montalvo, David Amor, Almudena Cid, Mónica Estarreado, Juan Betancourt, Laura Sánchez, David Ascanio, David Delfín, Antonia San Juan, Luis Miguel Seguí y Elena Furiase.
- 20º edición 2016 (entregados el 3 de marzo de 2016 en el Centro Internacional de Ferias y Congresos de Tenerife en Santa Cruz de Tenerife).

Antonio José, Antonio Orozco, Carlos Rivera, Diego Torres, Efecto Pasillo, Estopa, Jesse & Joy, Malú, Manuel Carrasco, Laura Pausini, Pablo López y Sergio Dalma.
- 21º edición 2017 (entregados el 16 de marzo de 2017 en el Centro Internacional de Ferias y Congresos de Tenerife en Santa Cruz de Tenerife).

Fredi Leis, Antonio José, Sebastián Yatra, Fangoria, Mario Vaquerizo, Manuel Medrano, Sweet California, Beatriz Luengo, Morat, Reik, Álex Ubago, Melendi, Rosana, Luis Fonsi, Alejandro Sanz, Vanesa Martín, La Oreja de Van Gogh, Amaral, David Bisbal, India Martínez y Raphael.
Invitados especiales: Mary Carmen Ramírez, Isidro Montalvo, Víctor Sevilla, Jaime Cantizano, Boré Buika, Gonzalo D'Ambrosio, Sara Escudero, Michelle Calvó, Mariona Tena, Elena Ballesteros, Marco Mengoni, Marián Aguilera, Mónica Estarreado, Elia Galera, Candela Serrat y Daniel Muriel.
- 22º edición 2018 (entregados el 15 de marzo de 2018 en el Centro Internacional de Ferias y Congresos de Tenerife en Santa Cruz de Tenerife).

Malú, Pastora Soler, Rozalén, Sergio Dalma, Pablo López, Antonio Carmona, Juanes, Carlos Vives, Manolo García y Tequila.
- 23º edición 2019 (entregados el 14 de marzo de 2019 en el Centro Internacional de Ferias y Congresos de Tenerife en Santa Cruz de Tenerife).

David Bisbal, Pablo Alborán, Vanesa Martín, Manuel Carrasco, Blas Cantó, Melendi, Laura Pausini, Morat, Cepeda, Miriam Rodríguez, Marta Soto, Carlos Rivera, Reik, Adexe y Nau, Malú y Pedro Guerra.
- 24º edición 2020. Suspendida por la crisis de la COVID-19.

Estaba programada para marzo de 2020 pero fue aplazada por la crisis del COVID-19 en España. Posteriormente, no se logró reubicar la gala y los Premios fueron suspendidos de forma definitiva. 
- 25º edición 2021 (se entregaron el 22 de noviembre de 2021 en el Centro Internacional de Ferias y Congresos de Tenerife en Santa Cruz de Tenerife).

Pablo Alborán, Antonio Orozco, David Bisbal, Rozalén, Beret, Cepeda, Ana Guerra, David DeMaría, Vanesa Martín, Carlos Vives, Melendi, Malú, Camilo, Raphael y Rosario Flores.
- 26° edición 2022 (se entregaron el 15 de septiembre de 2022 en el Centro Internacional de Ferias y Congresos de Tenerife en Santa Cruz de Tenerife).

Cepeda, La Última Llave, Blas Cantó, Jadel, Morat, Edurne, Depol, Soraya Arnelas, Chenoa, Agoney, Pastora Soler, Álex Ubago, Macaco, Antonio José, Dani Fernández, Manolo García, Carlos Rivera, Julia Medina, Álvaro de Luna, Sergio Dalma y Ana Guerra.
- 27º edición 2023 (se entregaron el 16 de marzo de 2023 en el Centro Internacional de Ferias y Congresos de Tenerife en Santa Cruz de Tenerife).

NIA, Gonzalo Hermida, Paula Mattheus, La Última Llave, Polo Nández, Huecco, Leo Rizzi, Sidecars, Beret, Conchita, Álvaro Soler, Lorena Gómez, Soraya Arnelas, Blas Cantó, Edurne, Merche, Vanesa Martín, Sebastián Yatra, Luz Casal, Ana Mena, Lasso, Pablo López, Estopa, Funambulista, Andrés Suárez, Fangoria, Marta Soto, Abraham Mateo, Dani Martín, Pablo Alborán y Carlos Baute.
- 28º edición 2024 (se entregaron el 14 de marzo de 2024 en el Centro Internacional de Ferias y Congresos de Tenerife en Santa Cruz de Tenerife).[3]

Beret, Adexe y Nau, NIA, Julia Medina, Blas Cantó, Sergio Dalma, Antoñito Molina, Edurne, Ana Guerra, Nil Moliner, David Bisbal, St. Pedro, Antonio José, Luis Fonsi, Dani Fernández, Malú, Prince Royce, Mr. Rain, Mar Lucas, India Martínez, Ha*Ash, Pastora Soler y Gonzalo Hermida.
- 29º edición 2025 (se entregaron el 20 de marzo de 2025 en el Centro Internacional de Ferias y Congresos de Tenerife en Santa Cruz de Tenerife)

Cepeda, Amaral, David DeMaría, Bombai, Lucrecia, Marta Santos, Leire Martínez, Antoñito Molina, Edurne, Valeria Castro, Blas Cantó, Dani Fernández, Lucas Curotto, NIA, Pablo López, Mafalda Cardenal, Álex Ubago, Rosario Flores, Melody, Dani Martín, Chenoa, Estopa, Ana Guerra y Vanesa Martín.

## Otros datos
- Se han celebrado hasta en tres ciudades distintas: Madrid (10 veces), Santa Cruz de Tenerife (16 veces) y Valladolid (1 vez).
- La primera edición se celebró en el año 1996 en Madrid y los premiados no contaron con público para que les aplaudieran, aunque sí acudió la prensa para realizar las fotos.
- El primer galardonado de la historia fue Alejandro Sanz.
- La artista más joven en recibir un Premio Dial fue Malú con 16 años.
- La primera artista extranjera en ganar uno fue la argentina Marcela Morelo, en el año 1998.
- No contaron con público hasta la cuarta edición, que se celebró en la Sala La Riviera de Madrid.
- En el año 2007, se decidió cambiar la ubicación al Auditorio de Tenerife para cubrir la demanda de seguidores, oyentes y premiados.
- Desde el año 2015, se vienen celebrando en el Centro Internacional de Ferias y Congresos de Tenerife en Santa Cruz de Tenerife, lugar donde también se ubica el escenario principal del Carnaval de Santa Cruz de Tenerife.
- El artista más premiado en la historia es Malú con un total de 16 galardones.
- El artista masculino con mayor número de galardones es Sergio Dalma, con un total de 12 galardones.
- El grupo con mayor número es Estopa, con 7 galardones.
- La cantante Ana Guerra se convirtió en la primera artista que presenta, recibe Premio y canta al mismo tiempo durante la Gala de los Premios Dial 2021.[4]